# Équipe de Curaçao féminine de football
Cet article traite de l'équipe féminine. Pour l'équipe masculine, voir Équipe de Curaçao de football.
Maillots
L'équipe de Curaçao féminine de football est l'équipe nationale qui représente Curaçao dans les compétitions internationales de football féminin. Elle est gérée par la Fédération de Curaçao de football.
La sélection n'a jamais disputé une phase finale d'une compétition majeure de football féminin, que ce soit le Championnat féminin de la CONCACAF, la Coupe du monde ou les Jeux olympiques.

## Classement FIFA
| Année              | 2011 | 2012 | 2013 | 2014 | 2015 | 2016 | 2017 | 2018 |
| ------------------ | ---- | ---- | ---- | ---- | ---- | ---- | ---- | ---- |
| Classement mondial | 136  | 131  | 118  | 133  | 141  | 128  | 119  | 148  |